# Grünscheider Mühle (Burscheid)

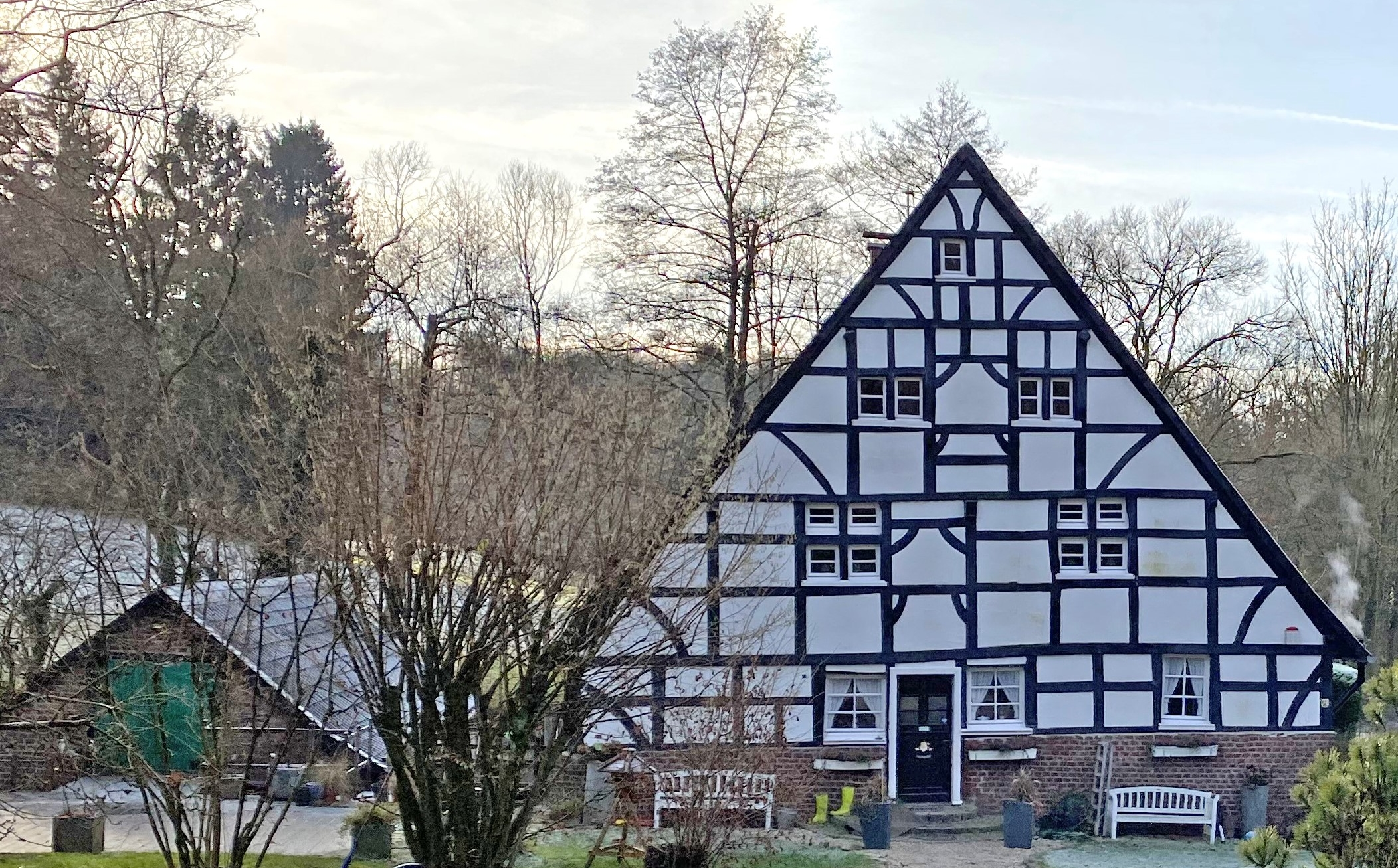
Grünscheider Mühle: Giebel und Wirtschaftsgebäude

Die Grünscheider Mühle ist eine ehemalige Wassermühle in der Kleinstadt Burscheid im Rheinisch-Bergischen Kreis in Nordrhein-Westfalen.

## Geschichte
Die Grünscheider Mühle gehörte zu einem ehemaligen Rittergut. Ihre ältesten Teile stammen aus dem Ende des 17. Jahrhunderts. 1741 wurde das heutige Mühlengebäude errichtet. Davon zeugt die Jahreszahl im Dachwerk an der Westseite des Gebäudes. Der überwiegende Teil des Anwesens entstand jedoch im frühen 19. Jahrhundert. Bis Mitte des 20. Jahrhunderts war die Mühle in Betrieb.
Ende des 20. Jahrhunderts wurde die Mühle restauriert, wobei das alte Gemäuer und die innere Struktur der Räumlichkeiten erhalten blieben. Heute dient sie als Wohnhaus.

## Beschreibung

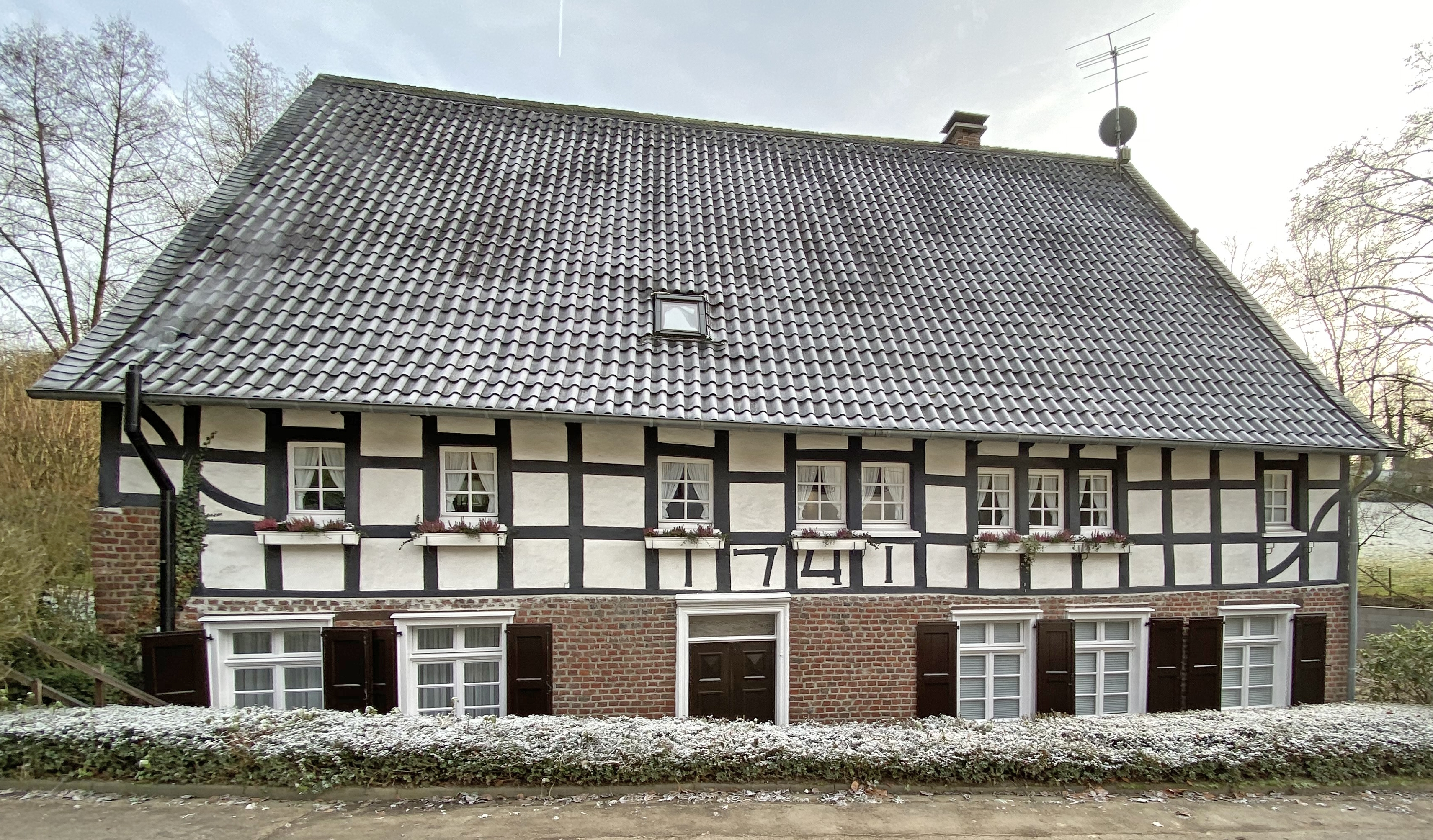
Mühlengebäude

Das Mühlengebäude ist ein zweigeschossiges Fachwerkhaus mit einem hohen Satteldach. Im Erdgeschoss ist eine Backsteinwand vorgeblendet. Das Fachwerk im Obergeschoss ist kleinteilig und rechtwinklig angeordnet. Das Tor und die Fenster besitzen Holzgewände. Ein kleines Backstein-Wirtschaftsgebäude liegt an der Gebäuderückseite. Der alte Obergraben mit dem Wasserrad befindet sich zwischen dem Mühlengebäude und dem Wirtschaftsgebäude.

## Denkmalschutz
Die Grünscheider Mühle ist unter der Nummer 29 in der Liste der Baudenkmäler in Burscheid verzeichnet.